# Internationale luchthaven Taiwan Taoyuan
Internationale luchthaven Taiwan Taoyuan (voorheen Chiang Kai-shek International Airport, verder ook bekend als Taoyuan Airport of C.K.S. Airport) is een internationaal vliegveld gelokaliseerd in Taoyuan County, Taiwan. Het is een van de drie Taiwanese vliegvelden met reguliere internationale vluchten, en een van de drukste vliegvelden van Taiwan. Het vliegveld is de thuisbasis voor China Airlines en EVA Air, die beide een grote hub hebben op het vliegveld.
Internationale luchthaven Taiwan Taoyuan is een van de twee vliegvelden die het vliegverkeer voor Noord-Taiwan verwerken, met name voor Taipei. Het andere is luchthaven Taipei Songshan.

## Achtergrond
Het vliegveld werd geopend op 21 februari 1979 als onderdeel van de 10 grote constructies die de overheid in de jaren 70 liet uitvoeren in Taiwan. Het vliegveld werd aanvankelijk gepland onder de naam Taoyuan International Airport, maar dat werd veranderd naar Chiang Kai-shek International Airport als herinnering aan de voormalige president Chiang Kai-shek. Pas in 2006 kreeg het vliegveld zijn huidige naam.
Het vliegveld is de primaire hub van China Airlines, de nationale luchtvaartmaatschappij van ROC, en EVA Air, een privémaatschappij opgericht begin jaren 90. Het vliegveld heeft twee terminals, waarvan de tweede werd geopend op 29 juli 2000. Eva Air was de eerste die gebruik ging maken van terminal 2 in 2005.
Er zijn plannen voor een derde terminal, welke gebouwd moet worden ter vervanging van de verouderde eerste terminal. Er zijn geruchten dat als terminal 3 er eenmaal is, alle internationale vluchten voortaan via die terminal zullen verlopen en terminal 2 enkel nog voor binnenlandse vluchten zal worden gebruikt.

## Afbeeldingen

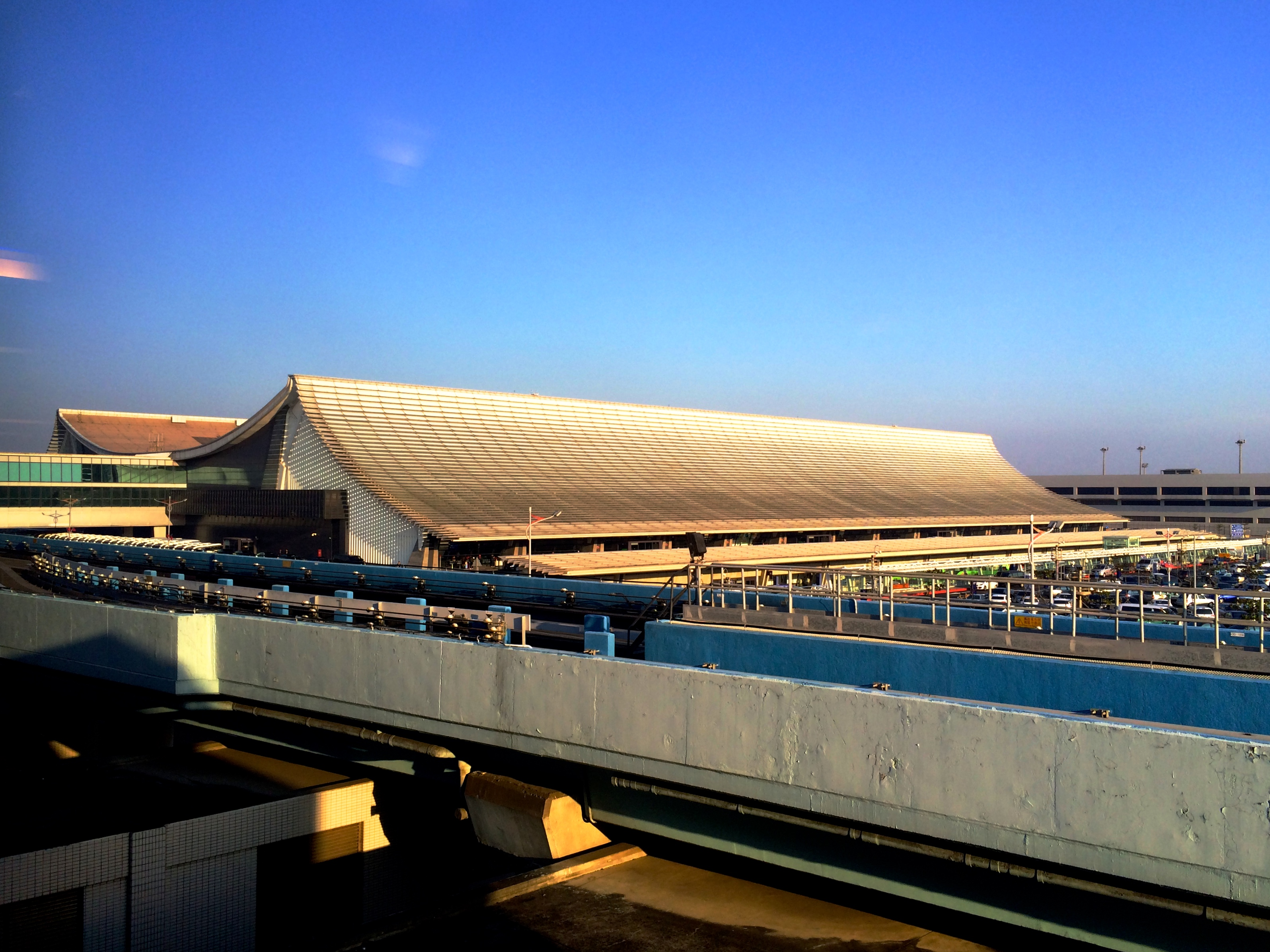
Terminal 1, van buiten gezien
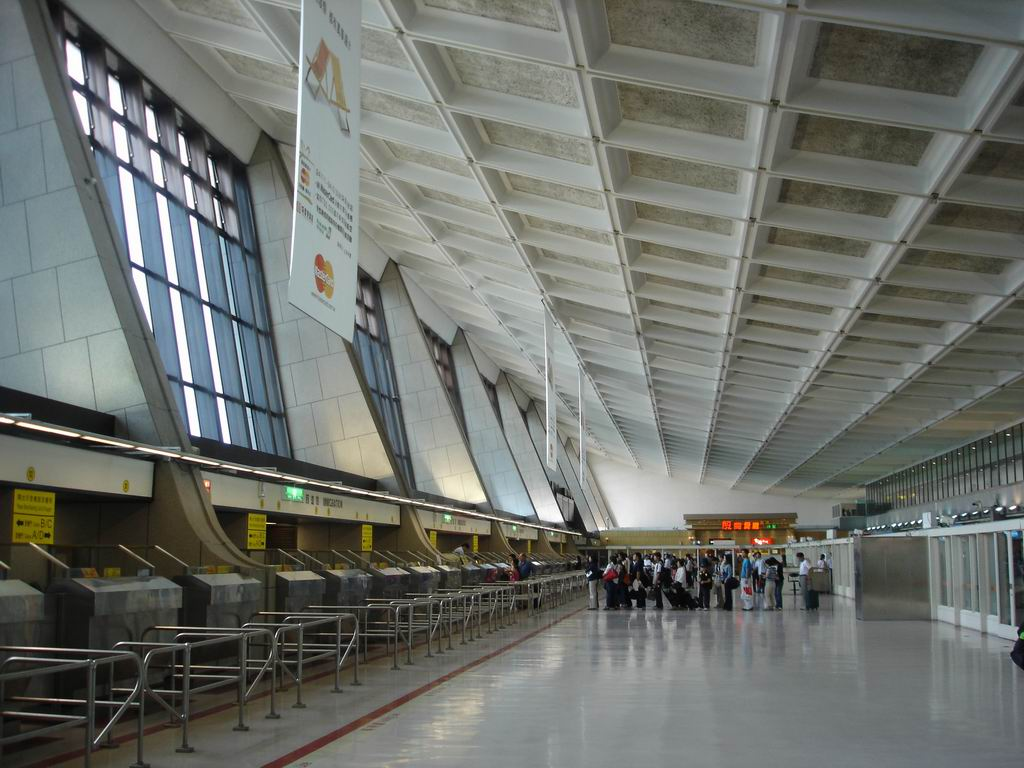
De vertrekhal en paspoortcontrole in Terminal 1
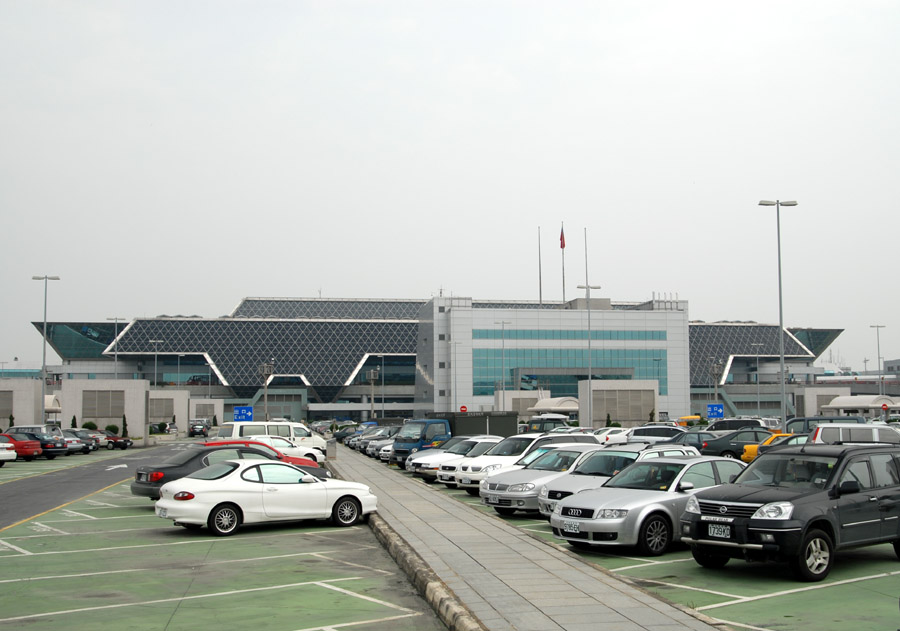
Terminal 2
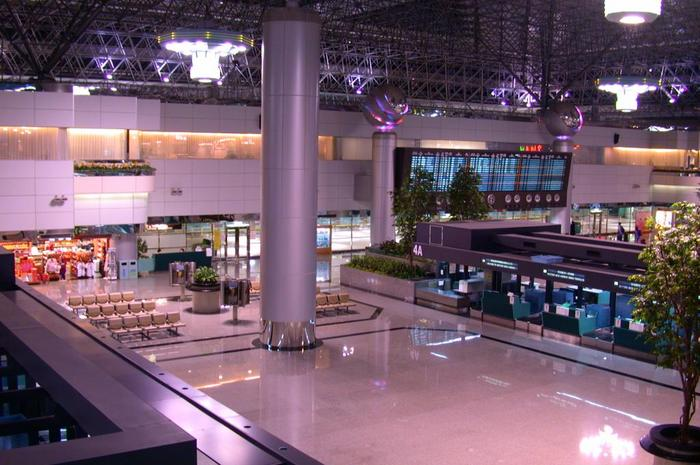
Terminal 2 van binnen

## Vervoerscijfers
| Jaar | Totaal passagiers (×1000) | Totaal vracht (×1000 ton) | Totaal vliegtuig- bewegingen (×1000) |
| ---- | ------------------------- | ------------------------- | ------------------------------------ |
| 2000 | 18.681                    | 1202                      | 116                                  |
| 2001 | 18.461                    | 1190                      | 124                                  |
| 2002 | 19.228                    | 1381                      | 132                                  |
| 2003 | 15.514                    | 1500                      | 126                                  |
| 2004 | 20.083                    | 1701                      | 149                                  |
| 2005 | 21.701                    | 1705                      | 153                                  |
| 2006 | 22.857                    | 1699                      | 158                                  |
| 2007 | 23.426                    | 1606                      | 160                                  |
| 2008 | 21.936                    | 1493                      | 146                                  |
| 2009 | 21.617                    | 1358                      | 139                                  |
| 2010 | 25.114                    | 1768                      | 156                                  |
| 2011 | 24.948                    | 1627                      | 163                                  |
| 2012 | 27.837                    | 1578                      | 181                                  |
| 2013 | 30.702                    | 1572                      | 194                                  |
| 2014 | 35.804                    | 2089                      | 209                                  |
| 2015 | 38.473                    | 2022                      | 221                                  |
| 2016 | 42.296                    | 2097                      | 244                                  |
| 2017 | 44.879                    | 2270                      | 246                                  |
| 2018 | 44.535                    | 2323                      | 256                                  |
| 2019 | 48.689                    | 2182                      | 266                                  |
| 2020 | 7438                      | 2343                      | 118                                  |
| 2021 | 909                       | 2812                      | 107                                  |
| 2022 | 5342                      | 2538                      | 112                                  |